# Utenos Arena

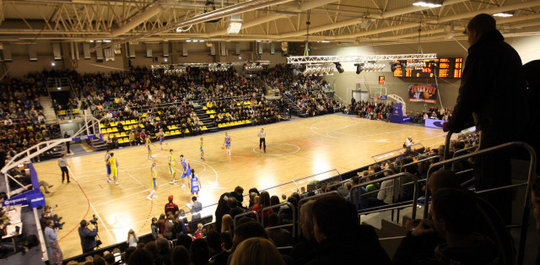
Die Utenos Arena bei einem Basketballspiel (Januar 2014)

Die Utenos Arena ist ein Mehrzweckhalle in der litauischen Stadt Utena. Die Sportarena befindet sich in der Straße K. Donelaičio g. 30 (LT-28141) und ist 4700 m² groß. Es ist die Heimspielstätte der Basketballmannschaft Utenos Juventus (LKL). Der Hauptsaal (44 m × 22 m) ist für Basketball, Handball u. a. geeignet.